# Gangadahalli, Kunigal
Gangadahalli là một làng thuộc tehsil Kunigal, huyện Tumkur, bang Karnataka, Ấn Độ.